# Kirschsteiniotheliales
Die Kirschsteiniotheliales sind eine Ordnung der Schlauchpilze.

## Merkmale
Die Kirschsteiniotheliales besitzen, wenn sie eine Hauptfruchtform ausbilden, oberflächliche Fruchtkörper, die perithezienähnlichen Ascomata, die dunkelbraun bis schwarz sind. Das Hamathecium, das Gewebe zwischen den Schläuchen besitzt Pseudoparaphysen. Die Schläuche sind bitunikat, das heißt mit einer doppelten Zellwand, und mit einer augenähnlichen Kammer. Die Sporen sind septiert, elliptisch und pigmentiert. Bei der Nebenfruchtform sind die Konidienträger braun und makronematös, das bedeutet, ihre Hyphen sind deutlich größer als normale Hyphen. Die braunen konidienbildenden Zellen sind entweder blastisch, die Konidien werden also erst nach der Bildung der Zelle abgeschnürt, oder tretisch, hier wird die innere Zellwandschicht der konidiogenen Zelle durch
einen Porus der äußeren Zellwand wie eine Knospe ausgestülpt und wird so zur Konidie. Die Konidien sind septiert und auch braun.

## Lebensweise
Die meisten bekannten Arten der Kirschsteiniotheliales leben saprob auf Holz und Borke. Arten der Gattung Taeniolella leben saprob, endophytisch, als Flechtenbildner oder auch im Süßwasser.

## Systematik und Taxonomie
Die Ordnung wurde 2017 von Hernández-Restrepo, Castañeda, Gené und Crous erstbeschrieben. Zu ihr gehören einerseits die bisher einzige Familie der Kirschsteiniotheliaceae mit der einzigen Gattung Kirschsteiniothelia, allerdings werden noch zwei weitere Gattungen zur Ordnung, aber nicht zur Familie gezählt werden und daher als incertae sedis geführt werden. Der Gattungsname Kirschsteiniothelia ehrt den deutschen Mykologen Wilhelm Kirschstein (1863–1946).
Zurzeit (Stand Januar 2022) besteht daher die Ordnung aus folgenden Taxa:
- Kirschsteiniotheliaceae
  - Kirschsteiniothelia mit 29 Arten

- Kirschsteiniotheliales incertae sedis
  - Brachysporiella mit 15 Arten
  - Taeniolella im weiteren Sinne, Gattung wird vermutlich aufgeteilt